# Eva Marečková
Eva Marečková (ur.  18 maja 1964 w Detvie) – słowacka i czechosłowacka gimnastyczka artystyczna, olimpijka.
Była zawodniczką TJ Podpolianske strojárne Detva i najmłodszą mistrzynią Czechosłowacji w historii kobiecej gimnastyki sportowej (13 lat). Na mistrzostwach Czechosłowacji w 1977 zdobyła tytuł absolutnej mistrzyni oraz dwa złote i dwa srebrne medale. Startowała na Igrzyskach Olimpijskich w Moskwie w 1980, gdzie jej największym sukcesem było czwarte miejsce drużynowo.